# Número de onda
O número de onda é uma grandeza física inversamente proporcional ao comprimento de onda e pode ser definido como:
- o número de comprimentos de onda por unidade de distância, isto é, 1 / λ onde λ é o comprimento de onda,
- ou, de forma alternativa, é definido por 2π / λ, às vezes é denominado como o número de onda angular ou número de onda circular, ou ainda, mais comumente, número de onda.

Em se tratando de radiação eletromagnética, o número de onda é proporcional à frequência e à energia do fóton. Por esse motivo, os números de onda são usados como unidade de energia na espectroscopia. No Sistema Internacional de Unidades, o número de onda é dado em m−1. Já o número de onda angular é expresso em radianos por metro (rad/m).

## Em equações de onda
Em geral, o número de onda angular k, a magnitude do vetor de onda, é dado por:
{\displaystyle k={\frac {2\pi }{\lambda }}={\frac {2\pi \nu }{v_{p}}}={\frac {\omega }{v_{p}}}\;\;,}
na qual {\displaystyle \nu } (letra grega nu) é a frequência de onda, {\displaystyle \omega =2\pi \nu } é a frequência angular da onda e vp é a velocidade de fase da onda.
Para o caso especial de uma onda eletromagnética no vácuo, onde vp = c, k é dado por:
{\displaystyle k={\frac {E}{\hbar c}}\;\;,}
na qual E é a energia da onda, ħ é a constante reduzida de Planck e c é velocidade da luz no vácuo.
Para o caso especial de uma onda de matéria, por exemplo uma onda de elétron, na aproximação não-relativística:
{\displaystyle k\equiv {\frac {2\pi }{\lambda }}={\frac {p}{\hbar }}={\frac {\sqrt {2mE}}{\hbar }}.}
Aqui {\displaystyle p} é o momento da partícula, {\displaystyle m} é a massa, {\displaystyle E} é a energia cinética e {\displaystyle \hbar } é a constante reduzida de Planck.

## Na espectroscopia
Na espectroscopia, o número de onda {\displaystyle {\tilde {\nu }}} de uma radiação eletromagnética é definido como
{\displaystyle {\tilde {\nu }}=1/\lambda }
na qual {\displaystyle \lambda } é o comprimento de onda da radiação no vácuo.
Um número de onda pode ser convertido em energia quântica-mecânica {\displaystyle E}, em J, ou em frequência regular {\displaystyle \nu }, em Hz, de acordo com a relação:
{\displaystyle E=hc{\tilde {\nu }}=1.9865\times 10^{-23}\,\mathrm {J\,cm} \times {\tilde {\nu }}=1.2398\times 10^{-4}\,\mathrm {eV\,cm} \times {\tilde {\nu }}},
{\displaystyle \nu =c{\tilde {\nu }}=2.9978\times 10^{10}\,\mathrm {Hz\,cm} \times {\tilde {\nu }}}.
Note que aqui o número de onda e a velocidade da luz estão em unidades cgs.